# Lúcio Márcio Censorino (cônsul em 149 a.C.)
Lúcio Márcio Censorino (em latim: Lucius Marcius Censorinus) foi um político da gente Márcia da República Romana eleito cônsul em 149 a.C. com Mânio Manílio Nepos. 

## Primeiros anos

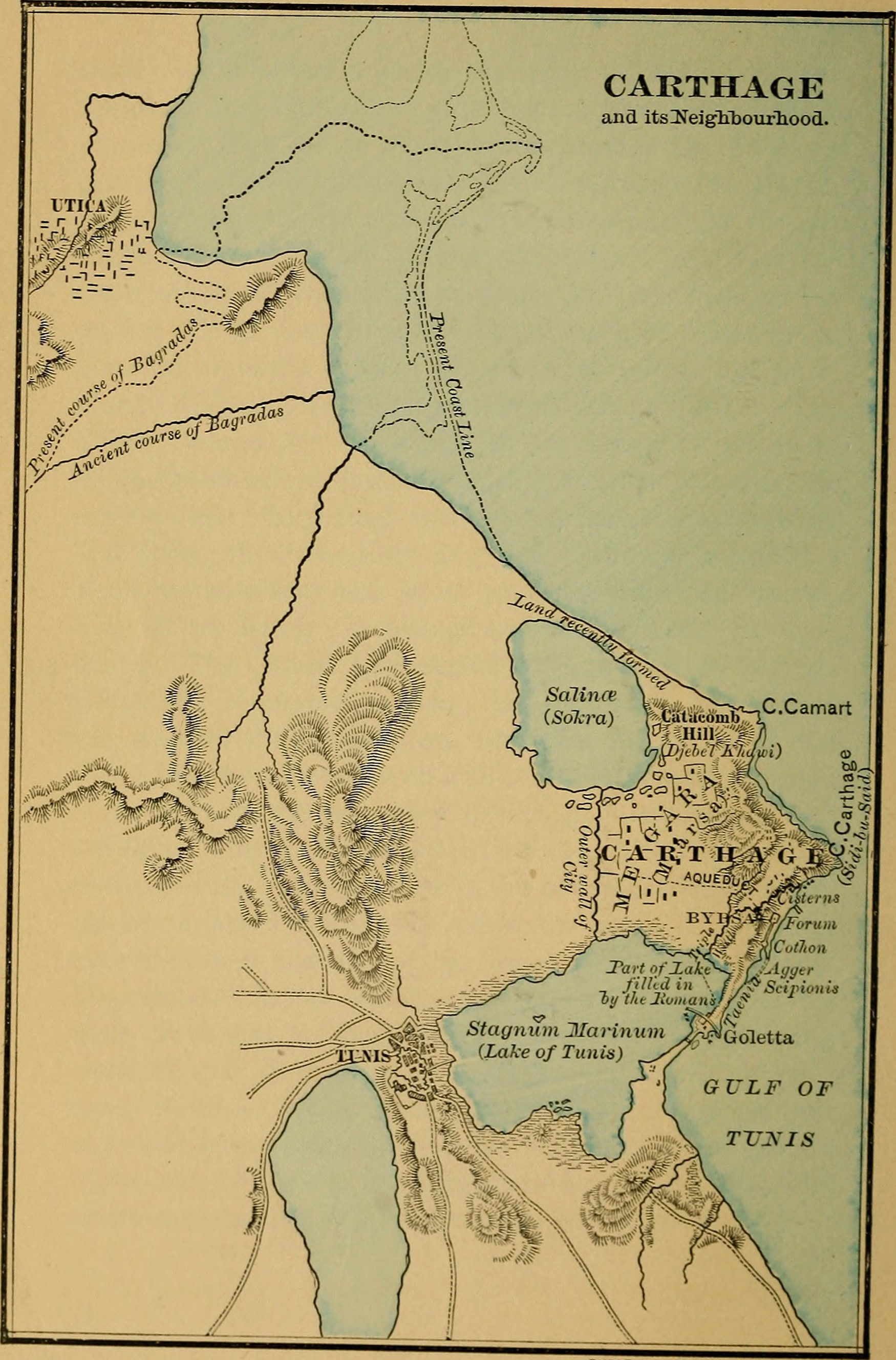
Mapa de Cartago (1889) mostrando as antigas lagoas aterradas por Censorino e Manílio em sua tentativa fracassada de tomar a cidade.

Foi edil curul em 160 a.C. e organizou os Jogos Megalenses no qual estreou a peça "Hecyram", de Terêncio. Em 152 a.C. ou antes foi pretor.

## Terceira Guerra Púnica
Censorino foi eleito cônsul em 149 a.C., o primeiro ano da Terceira Guerra Púnica, com Mânio Manílio Nepos. Ainda antes do início das hostilidades, os dois cônsules receberam ordens do Senado para se dirigirem à África, com Manílio à frente do exército e Censorino, da frota. Nas últimas tratativas para evitar o conflito, relatadas em detalhes por Apiano de Alexandria, Censorino foi nomeado porta-voz dos romanos, pois era muito conhecido por sua grande habilidade como orador.
Os romanos exigiram que os cartagineses abandonassem sua própria cidade e que reconstruíssem uma nova a pelo menos dez milhas para o interior, num local sem saída para o mar. Os cartagineses obviamente recusaram o pedido, considerado absurdo, e os cônsules iniciaram os preparativos para tomar Cartago. Enquanto fabricava torres de madeira, os romanos perderam muitos soldados para a cavalaria cartaginesa em ataques aos grupos que saíam para cortar madeira. Através de aterros preenchendo uma lagoa costeira, os romanos conseguiram expandir a faixa costeira e conseguiram abrir uma brecha na muralha, rapidamente consertada pelas forças cartaginesas que, numa sortida noturna, conseguiram incendiar as torres romanas. No dia seguinte, apesar da opinião contrária do tribuno Cipião Emiliano, os romanos invadiram a cidade, mas encontraram os cartagineses esperando. Eles conseguiram recuar, mas sofreram pesadas perdas. Por conta disto, os cônsules decidiram desistir do ataque direto à cidade e iniciaram um cerco que duraria mais três anos. Os dois tiveram que acampar a boa distância um do outro para evitar que um ataque surpresa de Asdrúbal, o comandante cartaginês. 
Pouco depois, Censorino recebeu ordens para voltar a Roma para organizar as eleições consulares, deixando Manílio no comando supremo das operações.

## Anos finais
Em 147 a.C., Censorino foi censor com Lúcio Cornélio Lêntulo Lupo. Segundo Cícero, o filósofo Clitômaco dedicou uma obra a Censorino, hoje perdida.